# FerriMaroc
FerriMaroc was een Marokkaanse rederij die een veerdienst onderhoudt tussen de haven van Nador in Marokko en de haven van Almería in Spanje. In 2010 is FerriMaroc overgenomen door Trasmediterránea uit Spanje.

## Veerdienst Nador-Almería
FerriMaroc was de eerste rederij die in 1994 ging varen op de route tussen de haven van Nador en de haven van Almería. Voor die tijd was er wel de mogelijkheid om van/naar Melilla te reizen, maar in 1994 was Nador een nieuwe bestemming.
Inmiddels zijn er verschillende rederijen die op dit traject varen, en door de overname van FerriMaroc door Transmed is deze combinatie de grootste met tot drie afvaarten per dag in elke richting.

## Vloot
Door de overname van Transmed heeft FerriMaroc niet echt een eigen vloot. De MV Wisteria (1978) was in het verleden voorzien van kleuren en logo van de maatschappij, Tussen 2005 en 2008 werd de Wisteria in de zomer gehuurd van TransEuropa Ferries (TEF), maar tussen 2008-2012 was de Wisteria permanent in charter op deze (of andere) routes tussen Spanje en Marokko/Algerije. Door de ondergang van TEF per april 2013 is het eigendom van het schip overgegaan van Wisteria Hawthorn Shipping Co naar Nizhniy Shipping Ltd., welke het verhuurd heeft aan Acciona Trasmediterranea. De nieuwe eigenaar heeft het schip herdoopt in 2013 in: M/F Vronskiy.
De M/F Vronskiy zal in de zomer van 2013 (van 8 juli tot 15 september) varen op de route Nador-Almeria en vervolgens terugkeren op de route Algericas - Tanger

## Vloot en voormalige vloot
Niet alle schepen zijn in eigendom, sommige zijn gehuurd van het moederbedrijf Acciona Trasmediterránea. In het verleden heeft FerriMaroc de volgende veerboten ge-exploiteerd:
| Scheepsnaam                       | Bouwjaar schip | Exploitatie-periode                | Huidige rederij | bronnen:                      |
| --------------------------------- | -------------- | ---------------------------------- | --- | ----------------------------- |
| MV Scirocco                       | 1974           | 1993 1994-2004                     | voor sloop verkocht aan India in 2008 | Ferrysite M/F Sara 3          |
| MV Mistral aka MV Mistral Express | 1981           | 1997-2005 2005                     | COMANAV ferry | Ferrysite M/F Mistral Express |
| MV Normandy                       | 1981           | 2008                               | opgelegd Voor sloop verkocht aan India. Daarvoor was het opgelegd om te worden verbouwd tot accommedatie-schip voor reparatiewerkzaamheden | Ferrysite M/F Normandy        |
| MV Isabella I                     | 1981           | 2013                               | opgelegd in Perama, Griekenland | Ferrysite M/F Isabella I      |
| MV Wisteria                       | 1978           | 2005 en 2006 (zomers), 2008-2012-? | Algeciras-TangerMED voor Acciona (maart 2014)                                                                                              | FerrySite M/F Vronski         |
| MV Sherbatskiy                    | 1980           | 2012-2013-?                        | Almeria-Nador/Ghazaouet(Algerije) (maart 2014)                                                                                             | Ferrysite M/F Sherbatskiy     |